# 히라카와역
히라카와역(일본어: 平川駅)은 일본 가고시마현 가고시마시에 위치한 규슈 여객철도 소속 철도역이며, 이부스키마쿠라자키 선의 정차역이다.

## 역 구조
단식 승강장 1면 1선을 가지는 지상역이다. 규슈 교통 기획이 역 업무를 실시하는 업무 위탁역이며, POS 단말기가 설치되어 있다.

## 인접 역
| 이부스키마쿠라자키 선     | 이부스키마쿠라자키 선    | 이부스키마쿠라자키 선    |
| ------------------------- | ------------------------ | ------------------------ |
| 고이노 가고시마 중앙 방면 | ■ 쾌속 "나노하나" ■ 보통 | 세세쿠시 마쿠라자키 방면 |